# Cynomops greenhalli
Cynomops greenhalli is een zoogdier uit de familie van de bulvleermuizen (Molossidae). De wetenschappelijke naam van de soort werd voor het eerst geldig gepubliceerd door Goodwin in 1958.